# طب حاد
الطب الحاد (بالإنجليزية: Acute medicine)‏ هو جزء خاص من الطب الباطني، ويتخصص هذا النوع من الطب بالعلاج السريع والمبكر لمرضى المستشفيات البالغين ممن يعانون من إصابة بالغة وشديد الخطورة، حيث يأتي هؤلاء المرضى إلى المستشفى كحالة طوارئ. تطوّر هذا النوع في المملكة المتحدة في بداية الألفية الثانية كحقل متخصص من الطب تزامنًا من إنشاء وحدات طبية للطب الحاد في العديد من المستشفيات البريطانية.
بشكل عام لا يعتبر الطب الحاد وطب الطوارئ متماثلين إذ أن الأخير يختص بالمرضى الذين حضروا إلى قسم طب الطوارئ فقط.

## تاريخه
نشأ هذا النوع من الطب في المملكة المتحدة بعد أن نشرت كلية الأطباء الملكية في إدنبرة مع كلية الأطباء والجراحين الملكية في غلاسكو تقريرًا عام 1998 يؤكد على أهمية العناية المناسبة للمرضى ذوي الحالات الطبية الخطرة. ثم قادت تقارير أخرى إلى تطور العناية الحادة إلى قسم متخصص مستقل، وفي العام 2003 اعترفت هيئة تدريب الأخصائيين بهذا القسم على أنه من التخصصات الفرعية للطب العام.
في العام ذاته تكونت وحدة التقييم الطبي التي تعنى بتقييم الحالات المختلفة وتحولها إلى القسم المناسب. في اختبار طبي لإدارة الحالات الحادة تبّن أن معظم الحالات تحتاج إلى 48 ساعة لكي يتم إما تسريحها مع المتابعة الخارجية، أو أن تحوّل إلى قسم متخصص ليتم علاجها إذا استلزم الأمر.
في تطور آخر زادت الرعاية المتنقلة. حيث كان على المريض سابقا أن الذهاب المستشفى لمتابعت علاجه، إلا أنه أصبح ممكنا له أن يزور أي مستوصف أو عيادة متابعة من أجل أن تتم مراقبة مراحل علاجهم.
وقد ظهر أن إنشاء وحدات الطب الحاد يقلل من خطر الوفاة في المستشفى، إذ أن تكدس المرضى في غرف الطوارئ وطول مدة انتظارهم للعلاج كانت تسبب الكثير من الضغط على الأطباء وتخفض من مستوى العناية الطبية، إلا أن إنشاء وحدات الطب الحاد حمل عن قسم الطوارئ عبئًا كثيرًا.